# François Hotman

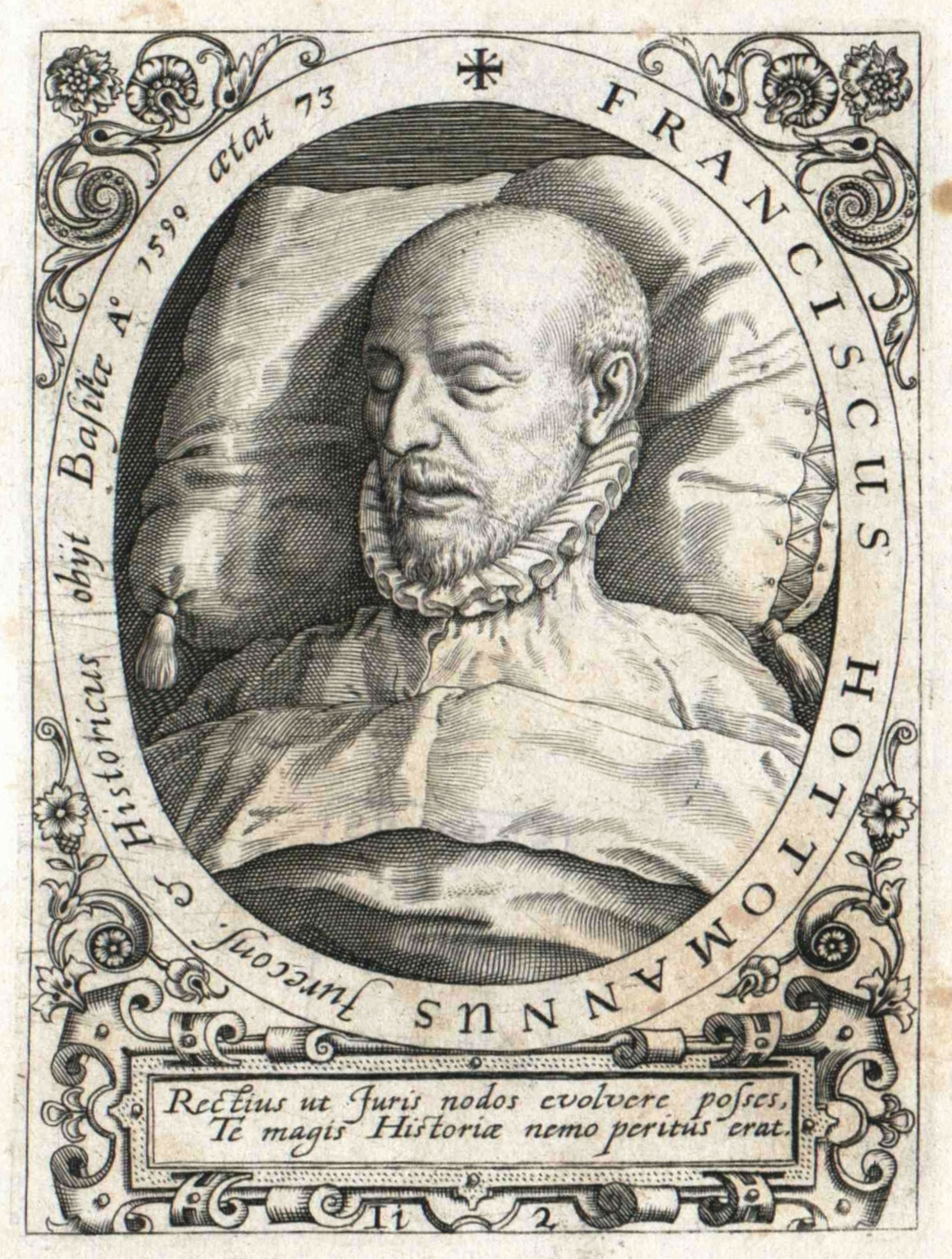
François Hotman.

François Hotman (Parijs, 23 augustus 1524 – Bazel (Zwitserland), 12 februari, 1590), was een Frans protestants rechtsgeleerde en schrijver. Hij behoorde tot de door het humanisme beïnvloede monarchomachen, juristen die streden tegen de opkomst van de absolute monarchie. Zijn achternaam schreef hijzelf in het Latijn als Hotomanus, bij anderen komen ook de varianten Hotomannus en Hottomannus voor.

## Levensloop
Hotmans familie schijnt uit Silezië afkomstig te zijn geweest. Zijn vader Pierre Hotman, een katholiek, werkte als jurist voor het Parlement van Parijs en liet zijn zoon, toen hij vijftien jaar oud was ook rechten studeren. Na drie jaar voltooide hij zijn studie aan de Universiteit van Orléans en ging als strafpleiter werken. Dit beviel hem echter niet, waarop hij besloot om zijn studie van het recht en de letteren voort te zetten. In 1546 ging hij Romeins recht doceren aan de Universiteit van Parijs.
De standvastigheid waarmee Anne Dubourg ondanks foltering en verbranding als ketter vasthield aan haar protestantse geloofsovertuiging maakte diepe indruk op hem. Hij gaf zijn positie aan de universiteit op en vertrok in 1547 naar Lyon. Later ging hij naar Genève en Lausanne waar hij op voorspraak van Johannes Calvijn als hoogleraar klassieke talen en geschiedenis werd aangesteld. Hier trouwde hij met een andere geloofsvluchteling, Claudine Aubelin uit Orléans.
In 1556 werd Hotman door de magistraat van de vrije rijksstad Straatsburg benoemd als hoogleraar rechtsgeleerdheid. Hij was de opvolger van François Baudouin, die hij nog uit zijn Parijse tijd kende. Benoemingen in Hessen, Pruisen en in Engeland door koningin Elizabeth I wees hij af. In datzelfde jaar kreeg hij van de protestantse leiders in het Duitse Rijk verschillende diplomatieke missies opgedragen, waaronder een naar Catharina de' Medici, de koningin van Frankrijk. Vier jaar later was hij betrokken bij de Samenzwering van Amboise die de aanleiding vormde voor de Hugenotenoorlogen. In 1562 sloot hij zich aan bij Lodewijk I van Bourbon-Condé, de leider van de hugenoten.
In 1564 werd François Hotman hoogleraar burgerlijk recht aan de universiteit van Valence. In 1567 volgde hij Jacques Cujas op aan de Universiteit van Bourges, het centrum van het Romeins recht in Frankrijk. Enkele maanden later werden echter zijn huis en bibliotheek door een katholieke menigte in brand gestoken, waarop hij via Orléans naar Parijs vluchtte. Hier stelde de koning hem aan als geschiedschrijver. Hij werd als vertegenwoordiger van de hugenoten afgevaardigd naar Blois waar hij betrokken was bij vredesonderhandelingen die leidden tot de Vrede van Longjumeau, waarin de hugenoten aanzienlijke rechten kregen. Hierop keerde hij terug naar Bourges, waar echter al snel weer de gewelddadigheden tegen hem werden voortgezet, zodat hij gedwongen was te vertrekken naar Sancerre. Tijdens het beleg van deze stad schreef hij Consolatio e sacris litteris (Vertroosting uit de Heilige Schriften), dat pas in 1593 werd uitgegeven. Na de vrede van 1570 keerde hij opnieuw naar Bourges terug waarna hij in 1572 na de Bartholomeusnacht voor een derde keer deze stad moest ontvluchten.
Hotmans beroemdste werk Franco-Gallia verscheen in 1573. Dit was een van de belangrijkste boeken waarin het absolute koningschap werd bestreden. Hotman kende aan de standenvergaderingen het recht toe om de vorst te controleren en indien deze zijn macht misbruikte zich tegen hem te verzetten. Het boek werd echter noch door de protestanten, noch door de katholieken goed ontvangen. Hierop verliet hij voorgoed Frankrijk en ging met zijn gezin naar Genève waar hij ging werken als hoogleraar Romeins recht. Op aandrang van de hertog van Savoye ging Hotman in 1579 naar Basel. In 1580 benoemde de Franse koning Hendrik IV hem tot staatsraad. Vanwege de pest ontvluchtte hij in 1582 Basel om naar Montbéliard te gaan, tegenwoordig een Franse stad, maar toen deel van Württemberg. Hier overleed zijn vrouw. In 1584 keerde hij terug naar Genève waar hij zich ging toeleggen op alchemie en de steen der wijzen ging zoeken. In 1589 vertrok hij voor de laatste maal naar Basel. Daar overleed François Hotman in 1590 en werd begraven in de kathedraal. Twee zoons, onder wie de diplomaat Jean Hotman, en vier dochters overleefden hem.

## Voornaamste werken
- De gradibus cognationis et affinitatis Libri duo (Parijs, 1547)
- Consolatio e sacris litteris (Lyon, 1593; geschreven in 1570)
- Franco-Gallia (Genève, 1573)
- Brutum fulmen ("Rome", 1585; Ned. vert.: Brvtvm fvlmen, dat is crachteloose blixem Leiden, 1588; pamflet gericht tegen een bul van Paus Sixtus V)
- Francisci et Joannis Hotomanorum patris ac filii, et clarorum virorum ad eos epistolae: quibus accedit epistolarum miscellanearum virorum doctorum qui hoc et superiore saeculo claruere appendix ex bibliotheca Jani Gulielmi Meelii J.C. (Amsterdam: Gallet, 1700; door Joan Willem van Meel[1]) digitale versie